# Midde Hamrin-Senorski
Ingrid Marie-Louise (Midde) Hamrin-Senorski (Göteborg, 19 april 1957) is een voormalige Zweedse langeafstandsloopster, die gespecialiseerd was in de marathon.
Hamrin-Senorkis deed in 1984 mee aan de Olympische Spelen in Los Angeles en vertegenwoordigde hierbij Zweden, maar veroverde bij die gelegenheid geen medaille. Zij is tienvoudig Zweeds kampioene; vier keer veroverde zij een nationale titel op de baan, driemaal op de weg en eveneens driemaal bij het veldlopen.

## Biografie

### Begonnen met basketbal
Van 1975 tot 1978 speelde Midde Hamrin basketbal bij de eerste divisie in Göteborg. In 1977 bracht ze de lente en zomer door in Los Angeles, samen met haar basketbalcoach Richard Wohlstadter. Ze trainde bij de UCLA en de beroemde San Vicente Boulevard. Later ontving ze een uitnodiging voor de Lamar University in Texas, waar ze basketbal in het schoolteam speelde en aan hardlopen deed. In deze periode leerde ze de sportcoach van het Lamar kennen, Andy Senorski. Dit stel ging trouwen en verhuisde daarna naar Zweden. Uit dit huwelijk kwamen twee kinderen.

### Zweedse records
In de jaren tachtig was Hamrin-Senorski vooral actief op de weg, waarop zij op de afstanden van 10 km tot en met de halve marathon nationale records vestigde. De meeste hiervan gelden tot op de dag van vandaag (peildatum 3 juni 2010) als de beste Zweedse prestaties ooit. In die periode nam zij zowel deel aan vele wegwedstrijden in binnen- en buitenland als aan internationale kampioenschappen, zoals de Europese kampioenschappen van 1982 in Athene, waar ze zevende werd op de marathon, de wereldkampioenschappen van 1983 (48e) en de Olympische Spelen van 1984 (18e).
Maar ook op de baan vestigde zij records. Om te beginnen in 1980 de eerste van een viertal op de 10.000 m, de tweede in 1981 op de 5000 m, eveneens de eerste van vier. Haar beste tijd op de 10.000 m is nog steeds ongebroken.

### Halve en hele marathons
Hamrin-Senorski won binnen een tijdbestek van elf jaar (tussen 1980 en 1990) de halve marathon van Göteborg vier keer. Haar beste marathontijd realiseerde zij in 1986 bij de marathon van Columbus, die zij in 2:33.49 won. Haar sterkste marathonjaren waren 1990 en 1991, toen zij in de Chicago Marathon respectievelijk derde en eerste werd en in de marathon van Stockholm beide keren zegevierde.

## Titels
- Zweeds kampioene 3000 m - 1984
- Zweeds kampioene 10.000 m - 1988, 1990, 1994, 1995
- Zweeds kampioene marathon - 1990, 1991, 1994
- Zweeds kampioene veldlopen (korte afstand) - 1987
- Zweeds kampioene veldlopen (lange afstand) - 1987, 1990

## Persoonlijke records
Baan
| Onderdeel | Prestatie        | Datum            | Plaats   |
| --------- | ---------------- | ---------------- | -------- |
| 5000 m    | 15.27,96 (ex-NR) | 28 juni 1984     | Oslo     |
| 10.000 m  | 31.57,15 (NR)    | 19 augustus 1990 | Helsinki |
| uurloop   | 16.860 m (NR)    | 23 oktober 1994  | Göteborg |

Weg
| Onderdeel      | Prestatie       | Datum         | Plaats   |
| -------------- | --------------- | ------------- | -------- |
| 10 km          | 32.16 (NR)      | 3 maart 1984  | Phoenix  |
| 12 km          | 41.30 (NR)      | 4 maart 1986  | Spokane  |
| 10 Eng. mijl   | 55.33 (NR)      | 26 april 1986 | New York |
| 20 km          | 1:08.46 (NR)    | 8 juli 1984   | Chicago  |
| halve marathon | 1:10.46 (ex-NR) | 12 mei 1984   | Göteborg |
| marathon       | 2:33.49         | 1986          | Columbus |

## Palmares

### 3000 m
- 1982: 4e ITA vs SWE in Stockholm - 9.02,01
- 1983:  Houston Invitational - 9.18,15
- 1983: 5e Tom Black Classic in Knoxville - 9.21,53
- 1983:  FIN vs SWE in Stockholm - 8.59,11
- 1984:  Zweedse kamp. in Växjö - 9.08,21
- 1986: 7e in series EK in Stuttgart - 9.02,32
- 1991:  Vallentuna Meeting - 9.18,45

### 5000 m
- 1981:  Texas Relays in Austin - 16.02,11
- 1983:  Texas Relays in Austin - 15.40,78
- 1984:  Texas Relays in Austin - 15.29,85
- 1984: 4e Bislett Games - 15.27,96
- 1998: 4e Zweedse kamp. in Stockholm - 16.50,92
- 1999:  Zweedse kamp. in Malmo - 16.53,68

### 10.000 m
- 1986: 5e Amerikaanse kamp. in Eugene - 32.50,00
- 1986: 14e EK in Stuttgart - 32.18,40
- 1987:  Europacup B in Goteborg - 32.32,76
- 1987:  Zweedse kamp. in Gävle - 33.39,22
- 1987: 14e in series WK in Rome - 34.10,36
- 1988:  Zweedse kamp. in Eskilstuna - 32.47,52
- 1988:  SWE vs FIN in Helsinki - 32.34,68
- 1990:  Zweedse kamp. in Karlstad - 32.45,26
- 1990:  FIN vs SWE in Helsinki - 31.57,15
- 1990: 4e EK in Split - 31.58,25
- 1991:  Europacup B in Barcelona - 33.51,00
- 1991: 4e SWE-FIN Dual Meet in Stockholm - 33.46,26
- 1994:  Zweedse kamp. in Goteborg - 33.46,89
- 1994: 4e SWE vs FIN Dual Meet in Stockholm - 33.23,96
- 1995:  Zweedse kamp. in Sollentuna - 34.00,03
- 1995: 4e FIN vs SWE Dual Meeting in Helsinki - 34.25,27
- 1997: 4e Zweedse kamp. in Sundsvall - 35.02,25
- 1997: 5e SWE vs FIN in Stockholm - 35.38,52
- 1998:  Zweedse kamp. in Stockholm - 34.42,69
- 1999:  Zweedse kamp. in Malmo - 35.09,27
- 1999:  SWE vs FIN in Goteborg - 34.45,53

### 10 km
- 1982:  Bonne Bell Championships in Boston - 32.21
- 1983:  Dr Scholl's Pro Comfort in Houston - 32.48
- 1983:  Metrochallenge in Phoenix - 32.43
- 1983:  Dr Scholl's Pro Comfort in Rancho Palos Verdes - 32.38
- 1983:  Victoria - 32.47
- 1984:  Orange Bowl in Miami - 32.56
- 1984:  Continental Homes in Phoenix - 32.16
- 1984:  Dr Scholl's Pro Comfort in Portland - 32.49
- 1984:  Pro Comfort Finals in Honolulu - 32.27
- 1984:  Rosemont Turkey Trot - 32.27
- 1985: 4e Rosemont - 33.47
- 1986: 5e L'Eggs Mini-Marathon in New York - 33.24
- 1987: 4e Miami Orange Bowl - 33.37
- 1987: 5e Crescent City Classic in New Orleans - 32.24
- 1990:  Göteborg - 32.18
- 1991:  Ada Milen in Goteborg - 33.07
- 1991:  Mondalsbroloppet in Goteborg - 32.48
- 1994:  Adamilen Women's Race in Goteborg - 33.46
- 1997: 4e Adamilen Women's Race in Goteborg - 35.31
- 1997:  Goteborgs Sylvesterlauf - 34.56

### 15 km
- 1983:  Tulsa Run - 50.24
- 1984: 4e Gasparilla Distance Classic in Tampa - 50.02
- 1984:  River Run in Jacksonville - 50.13
- 1984:  El Paso Juarez Classic - 50.48
- 1985: 5e Tulsa Run - 52.14
- 1986:  Tulsa Run - 50.41
- 1991:  Danish Road Championships in Odense - 52.15
- 1991:  Gotajoggen in Karlstad - 49.49

### 10 Eng. mijl
- 1986:  Trevira Twosome - 55.33

### 20 km
- 1984:  Chicago Distance Classic - 1:08.46
- 1999:  Chicago Distance Classic - 1:15.30

### halve marathon
- 1980:  halve marathon van Göteborg - 1:15.50
- 1981:  halve marathon van Houston - 1:15.11
- 1982:  halve marathon van The Woodlands - 1:13.42
- 1982:  halve marathon van Göteborg - 1:11.47
- 1984:  halve marathon van Göteborg - 1:10.46
- 1986:  halve marathon van Göteborg - 1:12.18
- 1986:  halve marathon van Philadelphia - 1:11.41
- 1987:  halve marathon van Göteborg - 1:13.24
- 1990: 4e City-Pier-City Loop - 1:13.17
- 1990:  halve marathon van Göteborg - 1:12.45
- 1991: 5e City-Pier-City Loop - 1:11.51
- 1992:  City-Pier-City Loop - 1:13.41
- 1994: 4e halve marathon van Göteborg - 1:15.22
- 1994: 58e WK - 1:14.53
- 1994:  halve marathon van Pune - 1:17.19
- 1997: 4e halve marathon van Kungsbacka - 1:15.45
- 1999:  halve marathon van Stockholm - 1:17.07

### marathon
- 1981: 7e marathon van Ottawa - 2:43.03,6
- 1982:  marathon van The Woodlands - 2:34.28,4
- 1982: 7e EK - 2:42.15
- 1983:  marathon van Houston - 2:35.06
- 1983: 43e WK - 2:52.53
- 1984:  Boston Marathon - 2:33.53
- 1984: 18e OS - 2:36.41
- 1985: 4e marathon van Nagoya - 2:37.29
- 1986:  marathon van Columbus - 2:33.49
- 1988: 9e Chicago Marathon - 2:33.56
- 1989: 11e marathon van Houston - 2:41.05
- 1990:  marathon van Stockholm - 2:37.07
- 1990:  Chicago Marathon - 2:34.27
- 1991:  Chicago Marathon - 2:36.21
- 1991:  marathon van Stockholm - 2:36.15
- 1994:  marathon van Stockholm - 2:46.58
- 1995: 8e marathon van Houston - 2:41.18
- 1997: 12e Chicago Marathon - 2:42.07

### veldlopen
- 1983: 22e WK in Gateshead - 14.21
- 1984: 7e WK in East Rutherford - 16.16
- 1987:  Zweedse kamp. in Södertälje - 13.43
- 1987:  Zweedse kamp. in Södertälje - 28.48
- 1990:  Zweedse kamp. in Lidingö - 27.49
- 1991:  Lidingoloppet - 55.34
- 1997: 8e Zweedse kamp. in Goteborg - 29.17
- 1998:  Zweedse kamp. in Norrtälje - 29.08
- 1998: 5e Nordic kamp. in Algard - 16.19
- 2000: 4e Zweedse kamp. in Borlange - 29.59